# MTV Bathroom
MTV Bathroom è una sitcom italiana andata in onda in prima visione nel 2005 e nel 2006 su MTV. La serie aveva come protagonisti Francesco Mandelli e Fabrizio Biggio. La programmazione della serie non aveva un orario fisso, ma veniva trasmessa quotidianamente durante gli stacchi pubblicitari o tra un video musicale e l'altro.

## Trama
La serie narra le vicissitudini di Pieraldo Chimenti (Francesco Mandelli), un uomo di circa trent'anni con famiglia che, all'improvviso, perde casa e lavoro ed è costretto a trasferirsi nella toilette di un bar. I vari episodi di circa 3-4 minuti ruotano tra la sua routine nel nuovo ambiente casalingo, condita dai continui passaggi dei clienti del bar che vengono a fare "i propri bisogni" e spesso sono coinvolti nella storia, e i suoi dialoghi con il barista del locale (Fabrizio Biggio) che spesso è protagonista con lui delle puntate. Altro personaggio più o meno rilevante è il pesce rosso di Pieraldo, di cui vengono a volte riflessi i pensieri, solitamente sarcastici, verso il suo padrone e la situazione in cui vive.

## Personaggi
- Pieraldo Chimenti: Interpretato da Francesco Mandelli, è il protagonista della serie. Dopo aver perso tutto, si trasferisce nel bagno di un locale, dove ha portato tutta la sua roba, compreso un letto in cui dorme in piedi e la doccia. La sua nuova quotidianità è intervallata spesso dalle vicissitudini in compagnia del barista e dall'interazione con i clienti, che quasi mai parlano o lo considerano ma in qualche modo vengono coinvolti nello svolgersi della storia.
- Il barista: Interpretato da Fabrizio Biggio, è il secondo personaggio più di rilievo e spesso coprotagonista degli episodi. Sebbene si senta a volte infastidito dalla presenza di Pieraldo nel bagno, che può disturbare i clienti, sembra essere molto amico di quest'ultimo e spesso è suo compagno nelle sue varie iniziative, anche se a volte non esita approfittare di lui e farsi sue beffe alle spalle.
- Il pesce: Il pesce rosso di Pieraldo, suo "coinquilino" della toilette. Durante la puntata vengono spesso uditi i suoi pensieri verso Pieraldo e le varie situazioni. Ha un animo sarcastico e a volte sembra detestare il suo padrone.
- La famiglia di Pieraldo: composta dalla moglie Francesca La Gala e dai suoi due figli. Dopo il fallimento di Pieraldo, la moglie lo ha lasciato e se ne è andata coi figli, ma viene saltuariamente a fargli visita, probabilmente per chiedere gli alimenti, ma non parla mai e sembra ignorare Pieraldo mentre questi gli parla, così come altri personaggi secondari.I figli compaiono più raramente e a volte parlano a differenza della madre.

## Guest star
In un episodio sono apparsi come ospiti altri famosi Vj di MTV Italia, fra cui Paolo Ruffini e Carolina Di Domenico.